# Dolhești, Iași
Dolhești este satul de reședință al comunei cu același nume din județul Iași, Moldova, România.

## Geografie
Satul Dolhești este cel mai sudic punct al județului Iași.

## Modernizarea satului prin contribuția fraților Baciu
Reîntorși în satul natal după 50 ani, doi frați: medicul cardiolog Constantin Baciu (n. 1919) și inginerul Petru Baciu (n. 1925) au decis să investească averea agonisită de ei în modernizarea acestuia.
- În 1999 au construit o benzinărie, care i-a costat 400.000 de dolari.
- Între anii 2001-2005 au investit peste 1,5 milioane de dolari pentru asfaltarea a 7,5 kilometri de drum, construirea de 5 poduri și acostamente.
- De asemenea, au renovat pe banii lor unele clădiri publice.
- În anul 1998 au înființat Fundația "Dr. Constantin Baciu", care are ca scop ajutarea copiilor orfani de ambii părinți până la majorat, a bătrânilor cu dificultăți economice sau a tinerilor care vor să facă studii superioare.

În total, până în anul 2009, cei doi frați au investit peste 2,5 milioane de dolari pentru modernizarea satului Dolhești.
Cei doi frați și-au strâns averea în străinătate: dr. Constantin Baciu a profesat ca medic cardiolog la Roma (Italia), iar fratele său, Petru, a lucrat în SUA.
În semn de apreciere pentru activitatea filantropică a fraților Baciu, cu prilejul aniversării a 600 de atestare documentară a satului Dolhești, a fost amenajată Piața publică "Agora Baciu"  și s-a construit obeliscul "Dr. Constantin Baciu" (dezvelit la 24 iunie 2006).

## Personalități
- Constantin V. Gheorghiu (1894-1956) - chimist, academician

## Fotogalerie

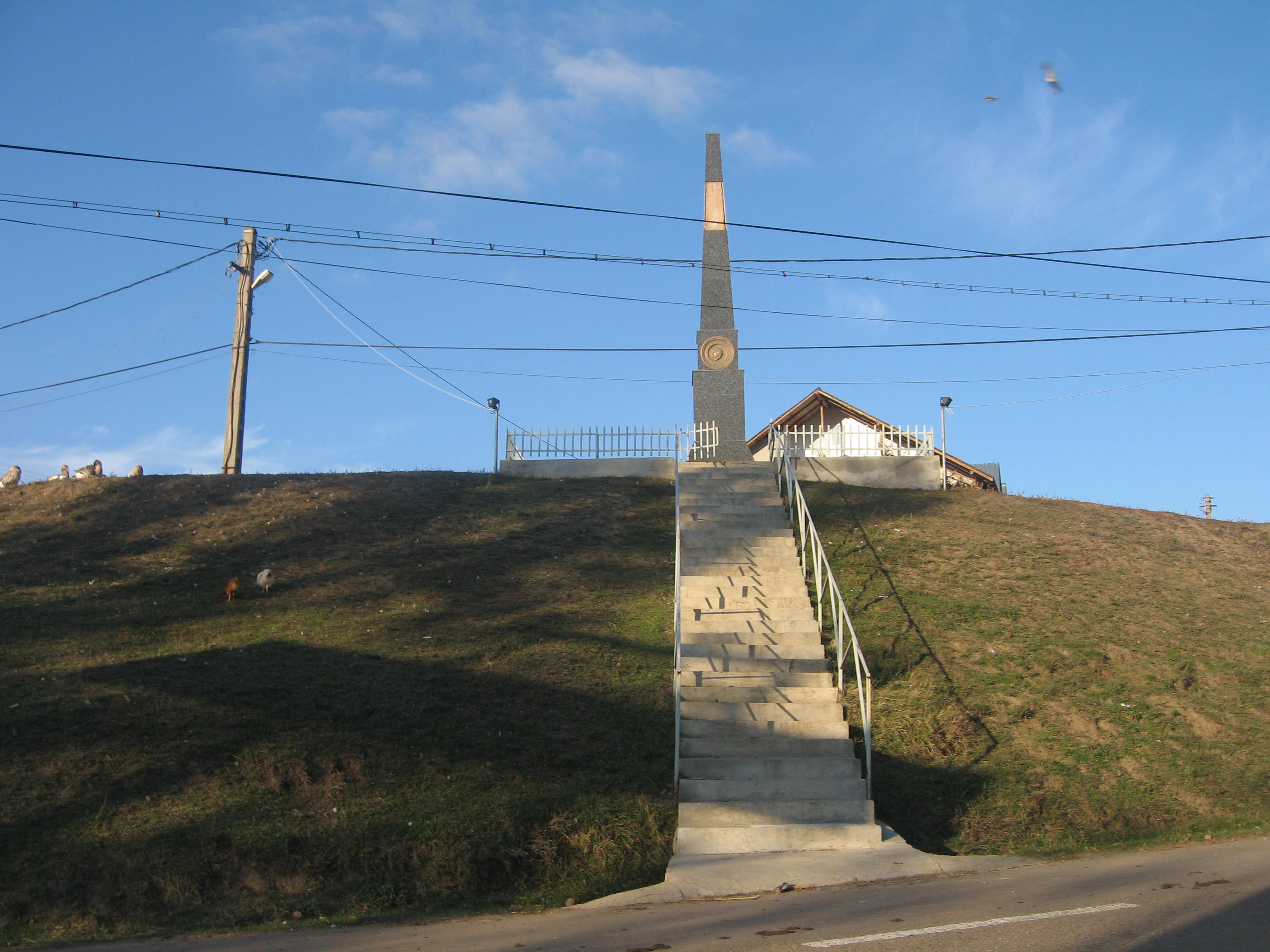
Obelisc ridicat în onoarea dr. Constantin Baciu
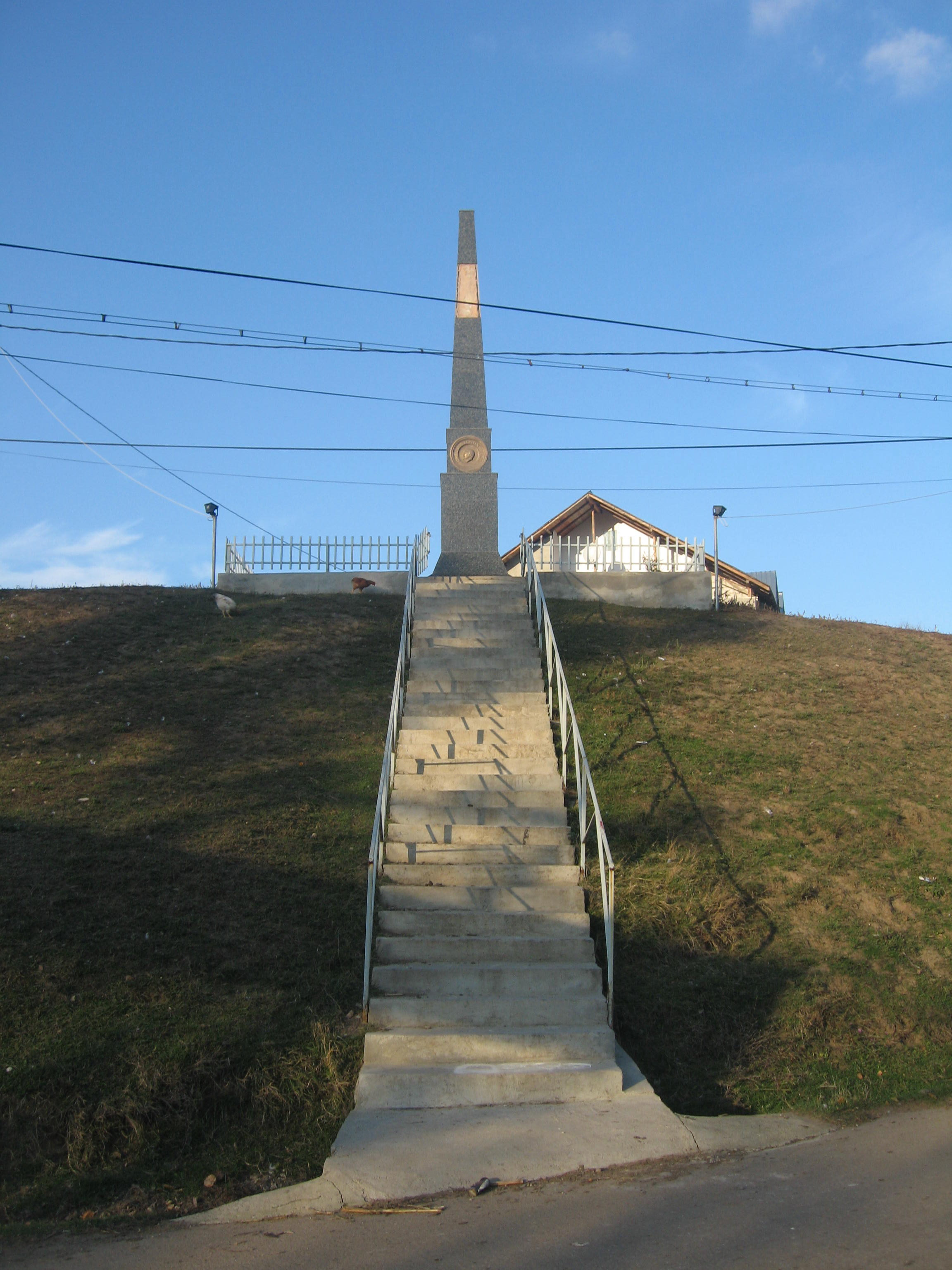
Obelisc ridicat în onoarea dr. Constantin Baciu
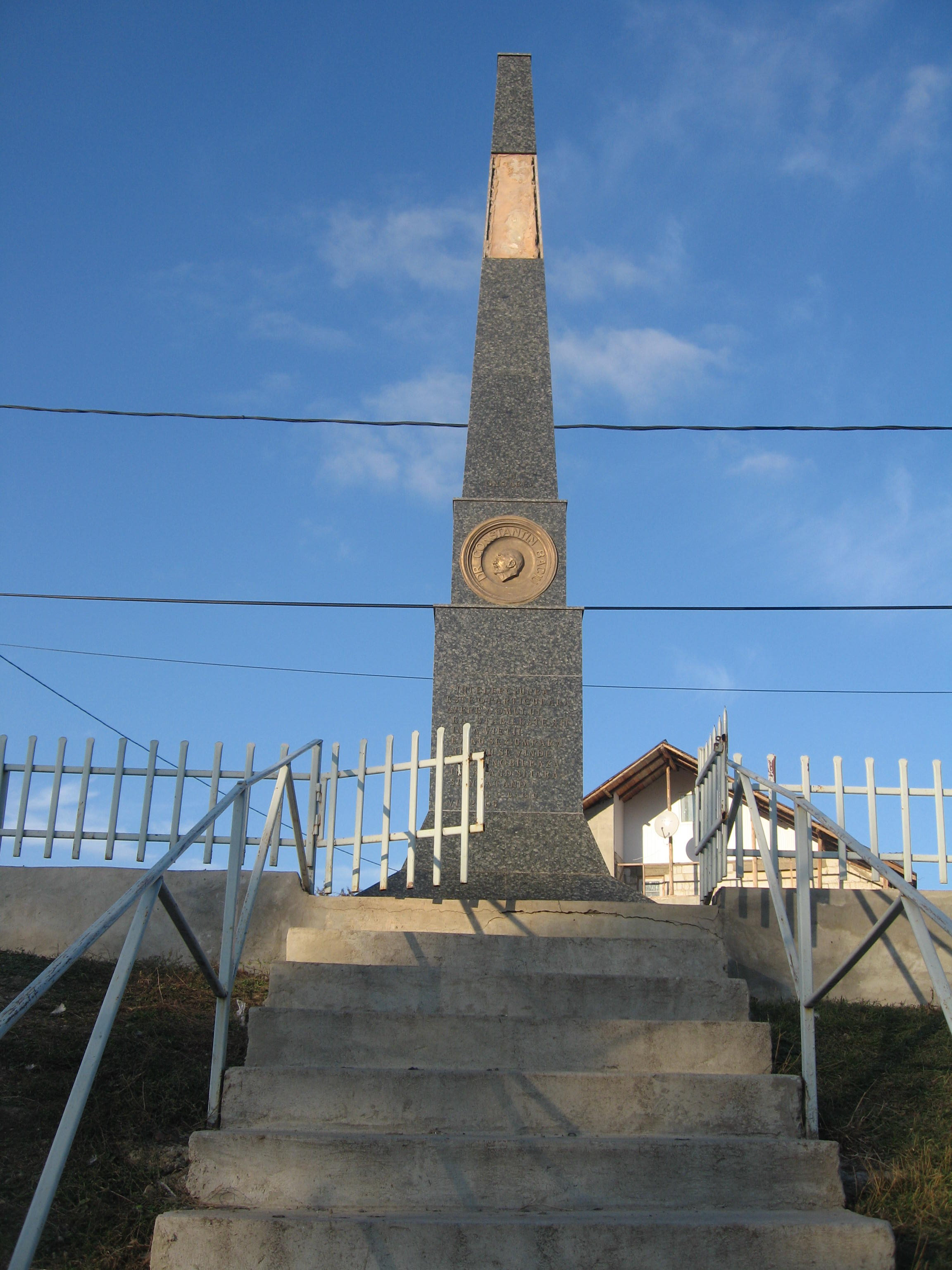
Obelisc ridicat în onoarea dr. Constantin Baciu
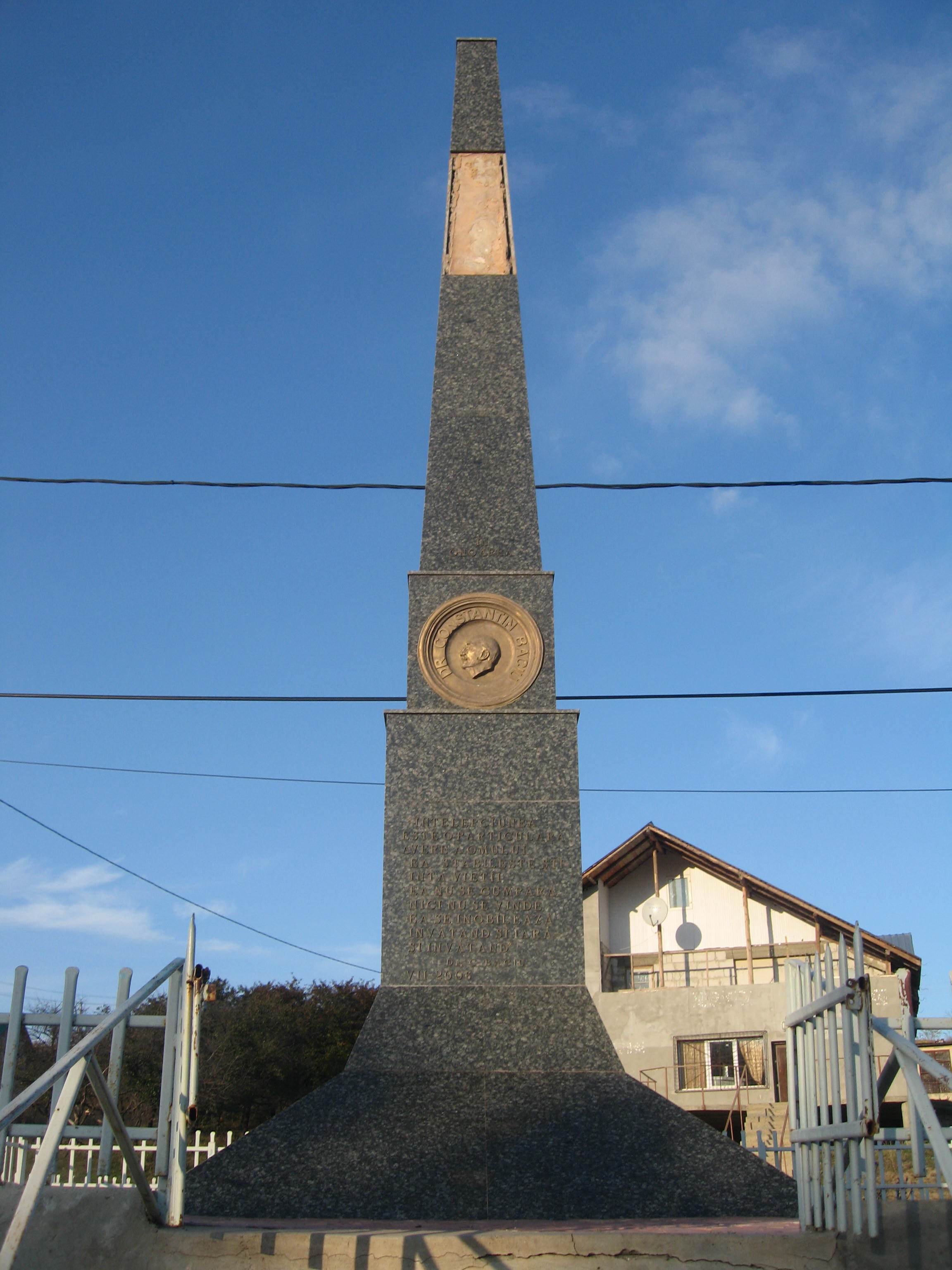
Obelisc ridicat în onoarea dr. Constantin Baciu